# Xenia pulsitans
Xenia pulsitans is een zachte koraalsoort uit de familie Xeniidae. De koraalsoort komt uit het geslacht Xenia. Xenia pulsitans werd in 1893 voor het eerst wetenschappelijk beschreven door Kent. 